# خوری (داغستان)
خوری (به لاتین: Khuri) یک منطقهٔ مسکونی در روسیه است که در شهرستان لاکسکی واقع شده‌است.